# Vitrimère
Les vitrimères sont un nouveau type de polymères organiques (découvert au début des années 2010 par le chercheur français Ludwik Leibler, directeur de recherche au CNRS,), classé entre les thermodurcissables et les thermoplastiques, qui pourraient permettre de produire des matériaux composites aux propriétés intéressantes, peu coûteux et susceptibles d'être fabriqués à partir de déchets de plastiques, même mal triés.

## Histoire
Les vitrimères ont été découverts au sein du laboratoire Matière molle et chimie de l'ESPCI Paris entre 2010 et 2012.
Selon E Chabert (2015) les premiers vitrimères étaient « basés sur l’équilibre chimique très classique de transestérification entre un alcool et un ester où l’échange du groupe alkyl forme un nouvel alcool et un nouvel ester. Le mécanisme réactionnel est bien connu, (...) Il est caractérisé par le maintien constant du nombre de liaisons et de la connectivité moyenne ». Les réactions secondaires qui dégraderaient le polymère final sont évitées par l'utilisation de catalyseurs ; des sels métalliques, et des bases amines ont été utilisées. Les sels de zincs ont été retenus, présentant l'avantage d'un faible coût et d'être facilement disponible...
Le tout premier vitrimère synthétisé reposait sur une réaction chimique époxy classique entre l'éther diglycidylique de bisphénol A (DGEBA) et un mélange de biacides et triacides gras (Pripol 1040). Puis différents vitrimères durs ou mous ont été testés, de même que des vitrimères fabriqués à partir de déchets de plastique. Le vitrimère lui-même se montre facile à recycler (fondu et remoulé par injection pour produire un nouveaux polymère aux propriétés identiques).

## Propriétés
Les plastiques disponibles les plus résistants aux solvants sont dits réticulés ou thermodurcissables (leurs assemblages moléculaires internes sont consolidés par de nombreux nœuds, qui sont en fait des liaisons chimiques), mais ils ont l'inconvénient de ne plus pouvoir être mis en forme une fois polymérisés. Inversement, les polymères thermoplastiques (non-réticulés ou en réseau chimique réversible) sont malléables, mais ils sont très solubles dans de nombreux solvants voire se dégradent dans de l'eau savonneuse.
Les vitrimères, nouvelle classe de plastiques, ont une structure interne qui est une forme particulière de réticulation, dite « dynamique » ou « réversible », où les liaisons entre macromolécules sont plutôt physiques que chimiques, et peuvent être défaites et refaites, avec possibilité d'interchanger certaines molécules ; leur réseau chimique interne est permanent mais sa topologie peut être réorganisée grâce à des réactions d’échange qui maintient le nombre de liaisons constant. Ceci les rend à la fois insoluble et malléable.
Les vitrimères sont les seuls matériaux organiques connus présentant des propriétés viscoélastiques semblables à celles du verre.

Un vitrimère a la propriété d'être malléable tel du caoutchouc au contact de la chaleur et, une fois refroidi, d'assurer une résistance aux chocs qui s'apparente à celle du verre et ils sont bien moins vulnérables aux solvants que les plastiques thermodurcissables.
Il peut être travaillé presque comme le verre sous la flamme ou dans un four et sa très bonne viscoélasticité à haute température permet qu'il soit soudé (en « soudure autogène », voire soudé avec un autre type de plastiques plus ou moins efficacement selon sa teneur en catalyseur et selon l'importance des groupes hydroxyle -OH dans sa composition.
Depuis les années 2010, on cherche si de nouveaux vitrimères peuvent être créés sur la base d'autres réactions chimiques que la transestérification ; Denissen et al. ont testé la transamination d'uréthanes, Lu et al. en 2012, ont utilisé la métathèse d’oléfines,, Brutman et al. ont réalisé des vitrimères polyactide et Yang et al. (2014) ont fait des cristaux liquides vitrimères. Enfin Obadia et al. (2015), avec le Dr. Montarnal ont réussi à produire un vitrimère conducteur d'ions qui ouvre à de nouveaux usages (informatique, matériaux intelligents, photovoltaïque...).
On cherche aussi à les utiliser pour produire de nouveaux composites (par exemple renforcés par des fibres de verre et/ou des fibres de carbone, ce qui peut toutefois nuire à leur recyclabilité).

## Utilisation
Les vitrimères pourraient à la fois remplacer certains plastiques et le verre, tout en utilisant des déchets recyclés pour leur fabrication. Plus résistants à la corrosion que de nombreux métaux,, ils pourraient les remplacer ou être utilisés comme couche de protection (dans des tuyaux ou réservoirs par exemple).

## Recyclage, recyclabilité
Des mélanges de plastiques - même non triés - peuvent être directement transformés en « alliage vitrimère » présentant des propriétés remarquables selon les inventeurs du procédé (qui ne précisent pas le devenir des additifs, colorants et éventuels contaminants). Cet alliage de plastiques est léger, à haute résistance mécanique, thermique et chimique, à faible cout et à moindre empreinte écologique que s'il s'agissait de plastique neuf ou recyclé par un autre moyen.
Ils sont obtenus dans ce cas via une réaction de métathèse (échange d’atomes entre molécules de structures apparentées, ne nécessitant pas de catalyseur, et ne pas les liens chimiques existants). Cette réaction de métathèse peut en outre s’appliquer à leurs surfaces et alors permettre des soudures entre elles, mêmes s’ils ont été produits à partir de plastiques normalement « incompatibles », ouvrant à de nouveaux usages par exemple pour l'emballage ou les pneumatiques.
Les proportions de plastiques du gisement et le type de travail de la matière (injection, moulage, soufflage, extrusion, thermoformage..) déterminerait les caractéristiques du final. Selon le CNRS, les vitrimères obtenus à partir de polystyrènes, acrylates ou polyéthylènes seraient plus résistants mécaniquement et à la chaleur que les produits de départ, sans compromettre les possibilités de les réparer, coller, recycler.

## Prix et distinctions
Ludwik Leibler a reçu le prix de l'inventeur européen de l'année 2015 pour cette invention.